# Louis Werner Barn
Pour les articles homonymes, voir Werner.
La Louis Werner Barn est une grange américaine située dans le comté de Kingman, au Kansas. Construite vers 1912, elle est inscrite au Registre national des lieux historiques depuis le 22 décembre 2020.